# 駒形嶽駒弓神社
駒形嶽駒弓神社（こまがたけこまゆみじんじゃ）は、長野県長野市上松にある神社（旧村社）。
善光寺と関係が深く、「善光寺奥の院」「水内大社奥社」などと称される（後述）。

## 概要
本宮は善光寺本堂の約1.3km北方の地附山中腹に、里宮（若宮八幡社）はその800mほど南東の上松二丁目に鎮座する。上松地区5区の産土神である。
創建時期は不明であるが、口伝に依れば、当社は善光寺創建よりも以前にあった水内大社の奥社であったところ、水内大社が善光寺に取り込まれた（神仏習合）ことで、当社も「如来の奥之院」として善光寺参詣者に参拝されるようになったという。
現在に至るまで善光寺との関係は深く、社紋は「卍」であり、本殿は善光寺本堂と同じ撞木造である。毎年2月1日には、善光寺の注連縄を焚き上げる「お駒返り（お駒送り）」という神事も当社で行われる。
境内の地盤は強固で、1985年（昭和60年）の地附山地すべり災害の折にも、直下にあった老人ホーム「松寿荘」や湯谷団地が押し流され60棟が全半壊する中で、当社は被害を免れている。このため、「すべらない神社」として受験生の人気を集める。

## 祭神
主祭神
- 健御名方富命彦神別神

相殿神
- 大宜都姫命

## 歴史
- 1828年（文政11年） - 現社号となる。
- 1863年（文久3年） - 現本殿が再建される。
- 1909年（明治42年） - 麓の八幡社（上松区）・諏訪社（滝区）・飯縄社（湯谷区）を合祀。

## 境内
- 本殿
- 拝殿
- 社務所

## 交通
- 長野駅からアルピコ交通（川中島バス）11・16・17系統「滝」下車徒歩30分ほど

## 周辺
- 防災メモリアル地附山公園
- 雲上殿（善光寺納骨堂）